# Landelles
Landelles település Franciaországban, Eure-et-Loir megyében. Lakosainak száma 631 fő (2022. január 1.). Landelles Courville-sur-Eure és Saint-Arnoult-des-Bois községekkel határos.

## Népesség
A település népességének változása:
| Lakosok száma | 275  | 371  | 493  | 566  | 623  | 641  | 640  | 638  | 641  | 631  |
|               | 1968 | 1982 | 1990 | 2006 | 2013 | 2015 | 2017 | 2019 | 2020 | 2022 |